# Žižkov (Prága)

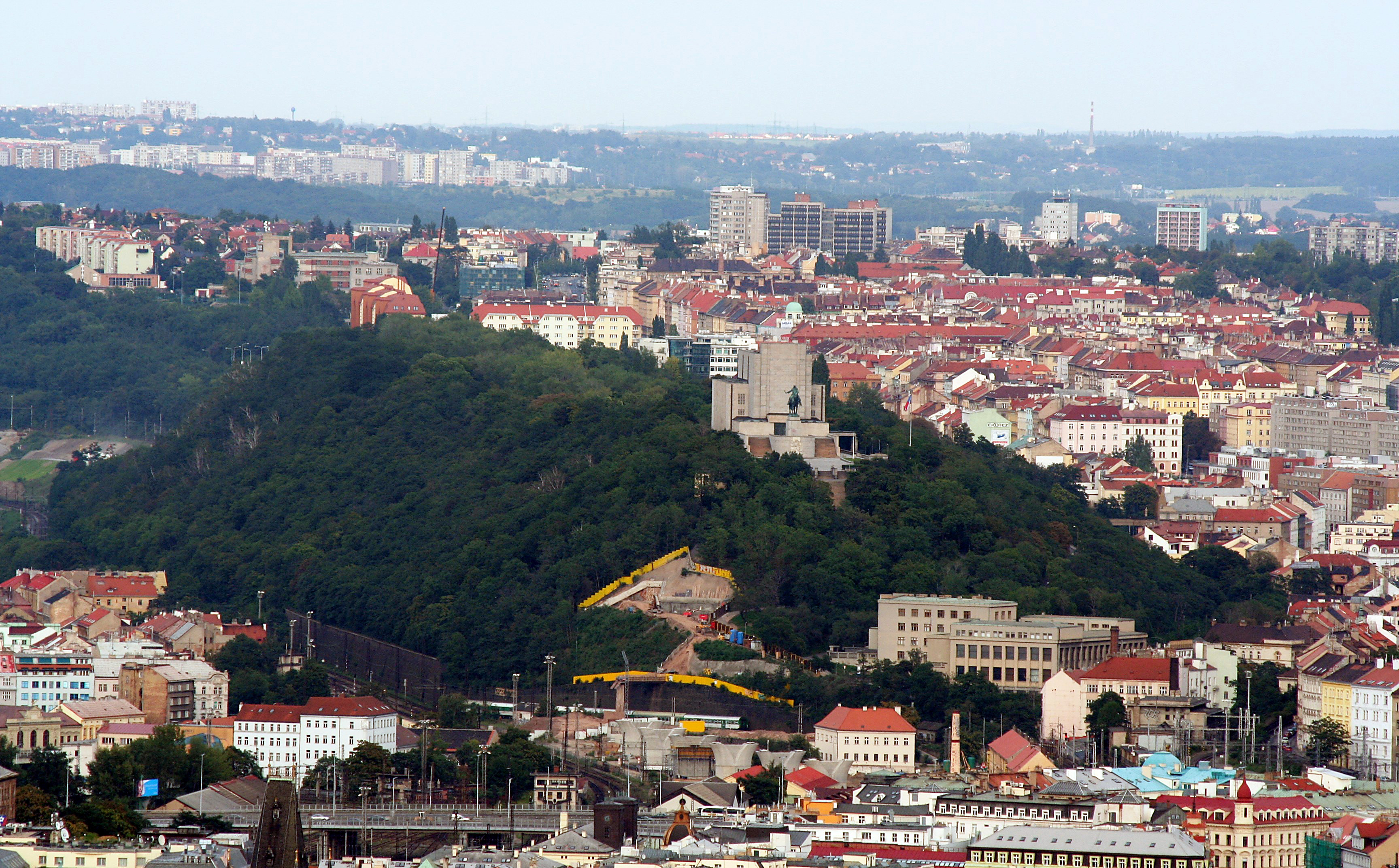
A Vitkov-hegy Zsizska János lovasszobrával, a hegy mögött a városnegyed

Žižkov Prága városrésze az Óvárostól keletre, Vinohrady városrésztől északra. Területe nagyjából megegyezik a Praha 3 nevű közigazgatási egységgel. Nevét Zsizska János huszita hadvezérről kapta.

## Története
A husziták Zsizska János vezetésével a városrész területén lévő Vitkov-hegyén aratták első hadi sikerüket 1420 júniusában, amikor a hegy megerősített ormáról a keresztes had rohamait sikeresen visszaverték.
A városrész területe a 19. század második feléig Vinohrady településhez tartozott, 1877-ben kapta jelenlegi nevét a huszita vezér tiszteletére. 1922-ben csatolták Prágához.
Sokáig munkásnegyed volt, néha vörös Žižkovnak is nevezték, mert lakosságának nagy része a baloldal szilárd támogatója volt. A Vitkov-hegyen az első világháború cseh hőseinek tiszteletére emelt emlékhelyet a második világháború után a cseh kommunista vezetők mauzóleumává alakították. Évekig itt nyugodott Klement Gottwald bebalzsamozott holtteste, de bomlásnak indult és a család kérésére elhamvasztották.
Mára a városrész megújult, számos új étterem és kávézó nyílt.

## Látnivalók

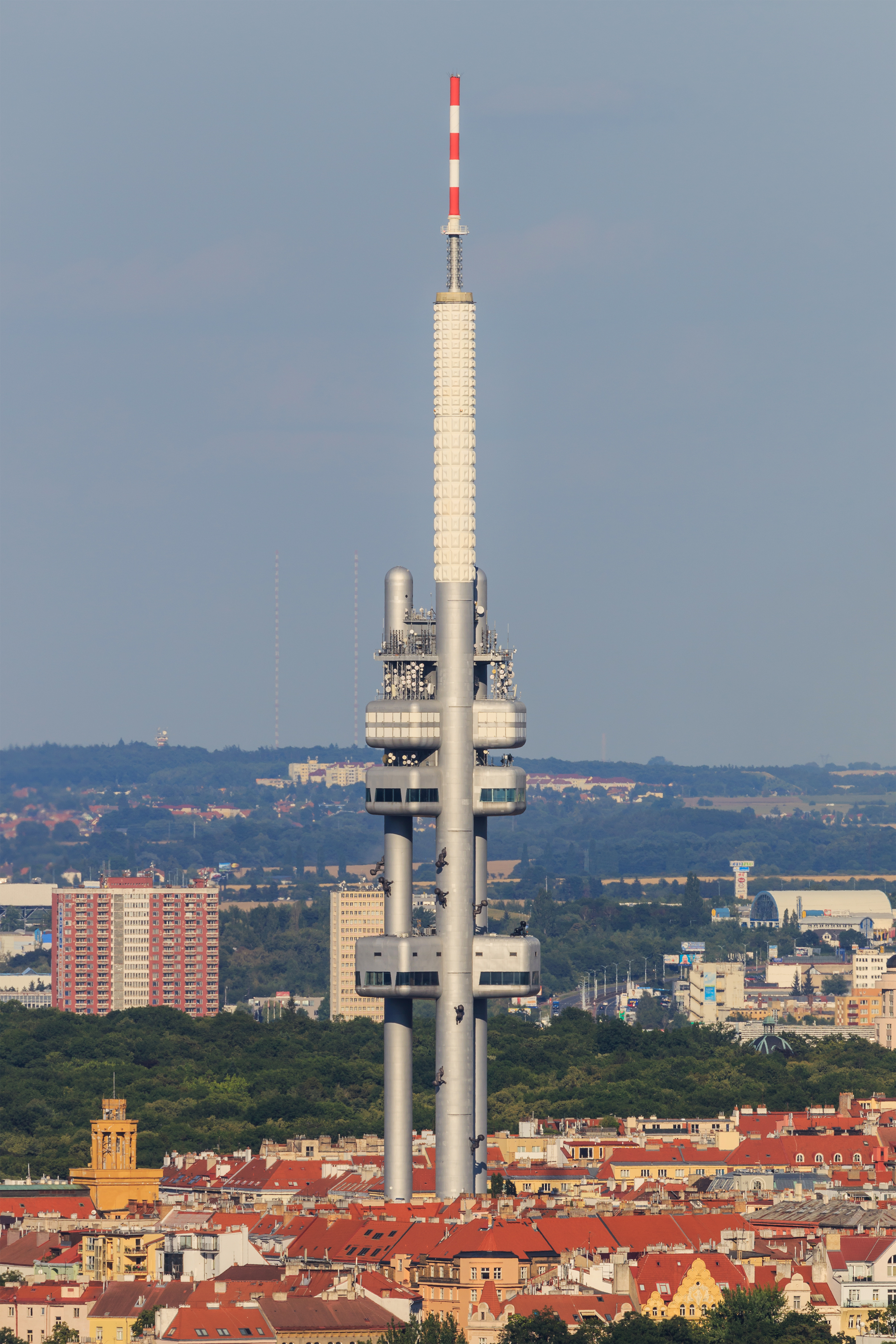
A tévétorony

- Az 1984 és1988 között épült TV-torony
- A Szent Prokop-templom
- A Cseh Hadsereg Múzeuma a Vitkov-hegy lábánál
- Zsizska János lovasszobra és a Nemzeti Mauzóleum a Vitkov-hegyen

## Lakossága
A városrész népességének változása:
| Lakosok száma | 4336 | 21 212 | 59 326 | 72 173 | 90 234 | 92 834 | 68 898 | 61 286 | 56 056 | 58 267 |
|               | 1869 | 1880   | 1900   | 1910   | 1950   | 1961   | 1980   | 1991   | 2011   | 2021   |